# Schaumburger Jugendchor
Der Schaumburger Jugendchor ist ein Chor für Kinder und Jugendliche aus dem Schaumburger Land mit Sitz in Bückeburg (Landkreis Schaumburg, Niedersachsen).

## Geschichte
1980 gründete der damalige Chorleiter Denis Halikiopoulos mit interessierten Sängerinnen und Sängern den Schaumburger Jugendchor. Lange sang der Chor, abweichend von der traditionellen gemischten Chorbesetzung: Die Tenorstimme wurde von einer tiefen Altstimme gesungen, sodass sich damals der Chor aus Sopran, Mezzosopran, Alt und Bassbariton zusammensetzte. Auf diese Weise entstand ein weiches, abgerundetes Klangbild. Im Januar 2006 kehrte der Chor zu einer ähnlichen Stimmbesetzung zurück. Der Chor hat ein breites Repertoire und singt insbesondere auf seinen Auslandsreisen auch internationale Folklore in den Originalsprachen, aber unter anderem auch deutsche Volkslieder, Chorlieder verschiedener Epochen wie der Romantik, oder geistliche Chorlieder. Regelmäßig finden Konzertreisen statt. Der Schaumburger Jugendchor hatte Konzertauftritte in den USA, Japan und zahlreichen anderen Ländern. Seit 2001 nimmt er am Eurotreff in Wolfenbüttel teil.
Mit der Singschule I für Drei- bis Vierjährige, der Singschule II für Fünf- bis Siebenjährige, dem Kinderchor als Vorbereitungsstufe auf den Konzertchor sowie dem Konzertchor für Mitglieder ab etwa zwölf Jahren besteht der Schaumburger Jugendchor aus insgesamt vier Singgruppen. Für die unter dreijährigen bietet der Schaumburger Jugendchor das Konzept MUSIKGARTEN an.
Im Jahr 1982 übernahm Thomas Wirtz die Chorleitung, 1991 folgte ihm Jochen Mühlbach.
Nach kurzer Zeit durch Silja Stegemeier wurde Insa Dreismann im Jahr 2000 mit der Chorleitung beauftragt.
Von 2004 bis 2013 war Andreas Mattersteig für die künstlerische Arbeit verantwortlich.
Zwei Jahre, von 2013 bis 2015 leitete Jelena Agbaba sehr erfolgreich den Kinder- und Konzertchor. Während Frau Agbaba weiterhin für den Kinderchor künstlerisch verantwortlich ist, obliegt die Leitung des Konzertchores seit 2016 Frau Stephanie Feindt, seit zwei Jahren verantwortlich für die Singschulen I und II.
Im Jahr 2006 nahm der Chor an einem Austauschprogramm mit dem „Blue Lake International Choir“ aus Michigan teil, bei dem es um einen Austausch nicht nur im Bereich der Musik, sondern auch auf allgemein-kultureller Ebene ging.

## Rundfunk und Fernsehen, Konzertreisen, Auszeichnungen

### Öffentliche Resonanz
Seit der Gründung des Chores 1980 begleiten Fernsehen und Rundfunk dessen Auftritte. 1985 vertrat der Chor Deutschland beim internationalen Wettbewerb Let the Peoples Sing, wobei verschiedene Fernseh- und Rundfunkaufnahmen entstanden. Eine Live-Aufnahme entstand 1987 im Deutschlandfunk, sowie im selben Jahr eine Reportage des NDR. 1989 trat der Chor in der NDR-Produktion Musikland Niedersachsen auf und es gab Aufnahmen beim ZDF. 1996 traten die Sänger im ZDF Sonntagskonzert auf, 1997 bei der Gospel-Night des NDR in Helmstedt. Regelmäßig nimmt der Chor am EUROTREFF in Wolfenbüttel teil und konnte schon viele Gastchöre aus aller Welt in seiner Heimatstadt willkommen heißen.

### Konzertreisen
- 1984 Frankreich-Konzertreise
- 1985 England-Konzertreise
- 1986 Österreich-Konzertreise
- 1988 Konzertreise in die UdSSR (Moskau, Riga und Leningrad)
- 1989 Internationales Musikfestival, Tokyo + Frankreich-Konzertreise
- 1990 Österreich-Ungarn-Konzertreise
- 1991 Süddeutschland-Konzertreise
- 1992 USA-Konzertreise (u. a. Chicago, Washington, Columbus, Ames und New York)
- 1993 Norddeutschland-Konzertreise
- 1994 Baltikum-Tournee (Poznań, Kaliningrad, Riga, Tallinn, Helsinki)
- 1996 USA-Konzertreise (Los Angeles, San Francisco, Ames, Chicago, Grandville)
- 1998 England-Wales-Konzertreise
- 2001 Italientournee
- 2002 Ungarn, Konzertreise
- 2004 Konzertreise nach Polen
- 2006 USA-Konzertreise (Chicago, Escanaba, Richville, Niagara Falls und New York)
- 2008 USA-Konzertreise (San Francisco, Fresno, Las Vegas, Phoenix und Los Angeles-Anaheim)
- 2011 England-Tournee,[4]
- 2013 eine Südafrika-Tournee.
- 2016 Harrogate International Youth Festival in Harrogate
- 2018 Konzertreise nach Krasnojarsk / Sibirien und Moskau
- 2022 Island-Konzertreise

### Besondere Auftritte und Auszeichnungen
- 1984: Landessieger beim  Deutschen Chorwettbewerb
- 1985: Vertreter Deutschlands beim internationalen Wettbewerb Let the Peoples Sing
- 1985: Teilnahme beim Bundeschorwettbewerb des Deutschen Musikrates, Hannover
- 1988: Live-Auftritt in der Aktuellen Schaubude
- 2007: Internationales Chorfest Bückeburg im Rahmen des Eurotreff in Wolfenbüttel.

## Tonträger
- 1983 LP Schaumburger Jugendchor
- 1984 LP O Freude über Freude
- 1987 CD I´m goin´ to sing
- 1992 CD Deutsche Volkslieder
- 1994 CD Nun kommt für uns die schöne Zeit
- 2003 CD Weißt du wohl, wie wir sind
- 2006 CD Let us go in peace
- 2008 CD Chormusik aus vier Jahrhunderten
- 2023 CD A Time Diary

## Belege
1. ↑  Die Chronik (Memento vom 24. Februar 2014 im Internet Archive) auf schaumburger-jugendchor.de, abgerufen am 17. Februar 2014.
2. ↑  Vereinsporträt auf bueckeburg.de, abgerufen am 17. Februar 2014.
3. ↑  Kultur im Austausch. Grenzüberschreitende musikalische Aktivitäten zwischen Kommunen und Ländern (Memento vom 9. Oktober 2007 im Internet Archive) auf schaumburger-jugendchor.de, abgerufen am 17. Februar 2014. (PDF)
4. ↑  Schaumburger Jugendchor auf harmonie-rees.de, abgerufen am 17. Februar 2014.